# Wayanad

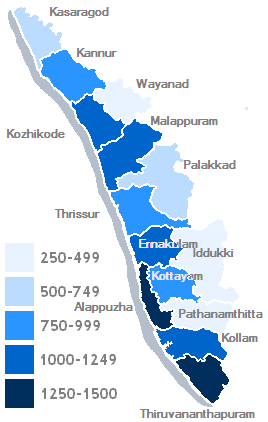
La densitat de població de Wayanad és una de les més baixes de Kerala. (Els districtes amb més denstat són els de color més fosca)

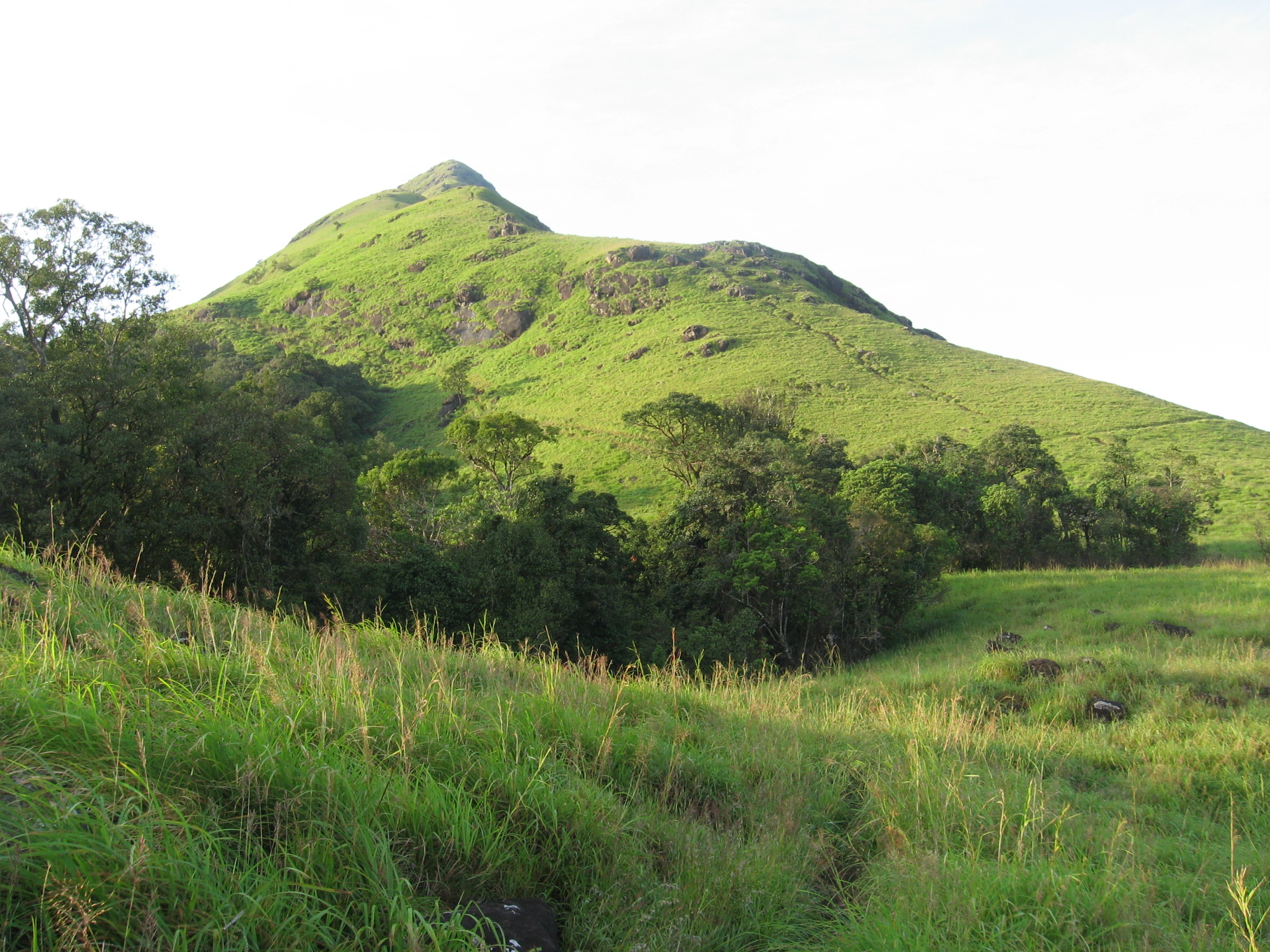
El mont Chembra a Wayanad

Wayanad (antigament Wynaad) és una regió de l'Índia del Sud. Forma un petit altiplà als Ghats Occidentals. L'altitud mínima és de 700 i la màxima de 2100 m.
Administrativament forma el districte de Wayanad, una de les divisions de Kerala, que limita a l'est amb Karnataka. La ciutat més important és Kalpetta.
A Wayanad hi ha una reserva natural coneguda amb el nom de Wayanad Wildlife Sanctuary.

## Història
Sota domini britànic formà part del districte de Malabar amb seu a Manantavadi, i una part del territori fou inclosa el 1877 al districte de Nilgiris. La superfície el 1881 era de 2587 km² i la població de 88.091 habitants. Actualment la superfície és de 2131 km² i la població de gairebé 800,000 habitants.